# قنومة فيليكسية
قنومة فيليكسية (الاسم العلمي:Mormyrus felixi) هي نوع من الأسماك تتبع جنس القنومة من فصيلة الأسماك القنومية.